# Bartolomé Pérez de la Dehesa

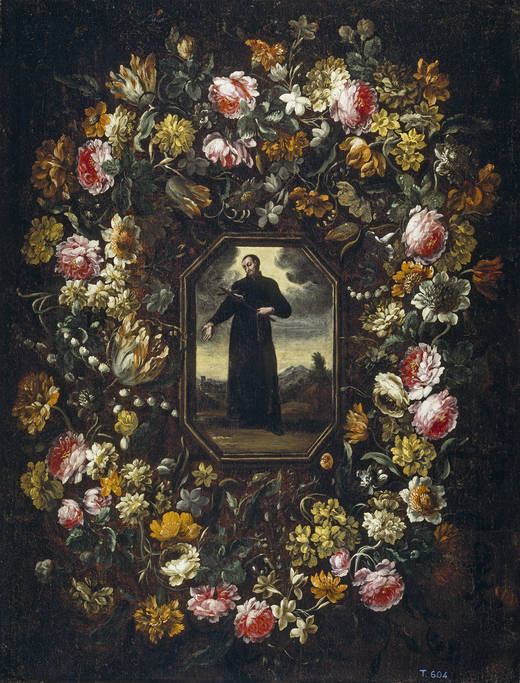
Guirnalda de flores con san Camilo Lelis, óleo sobre lienzo, 95 x 73 cm, Madrid, Museo Nacional del Prado.

Bartolomé Pérez de la Dehesa (c. 1634 - 1698) pintor barroco español, natural de Madrid, especializado en la pintura de flores y guirnaldas.  

## Biografía
Antonio Palomino, que raramente se ocupó de los pintores de género, le dedicó una breve reseña biográfica tratándole de Don, en la que fijaba la fecha de su muerte en 1693, a los cincuenta y nueve años de edad, dando así la fecha de 1634 como año de su nacimiento generalmente admitido. Pero, puesto que en realidad murió en 1698, el nacimiento podría retrasarse también. Colocado en septiembre de 1655 como aprendiz de pintor con un desconocido Andrés de la Torre por espacio de cuatro años y cuatro meses, en diciembre de 1663 contrajo matrimonio con la hija mayor de Juan de Arellano, Juana, quien en ese momento tenía diecisiete años. Este parentesco y la común dedicación a la pintura de flores han hecho suponer que Bartolomé fuese discípulo de Arellano, de lo que no existe confirmación documental. Del matrimonio nacieron siete hijos entre 1665 y 1677, el mayor de los cuales, José, continúo con el oficio paterno de pintor. 
Palomino dice que «llegó a hacer las flores tan bien como su suegro», a quien le pintaba las figuras de las guirnaldas, además de trabajar en los decorados para las funciones teatrales que se hacían en el Palacio del Buen Retiro, lo que le valió ser nombrado Pintor del Rey con carácter honorario en 1689. Poco después trabajó bajo la dirección de José de Churriguera en el Camón dorado del Alcázar de Madrid, donde pintó con flores cincuenta y cinco paneles para las paredes y techo del dormitorio y antecámara de Carlos II. 
Falleció en Madrid el 16 de enero de 1698, y según Palomino la muerte se produjo de forma accidental, al caer de un andamio mientras pintaba la sobrescalera del palacio del duque de Monteleón.

## Obra
Bartolomé Pérez cultivó la pintura de devoción, conservándose las seis dedicadas a la Virgen en el retablo de la iglesia de Gumiel de Mercado (Burgos) de hacia 1683 y alguna más en colección privada, en el estilo propio del pleno barroco, y sabemos por Antonio Palomino que a su suegro Juan de Arellano le hacía las figuras de algunas de sus guirnaldas. Practicó también la pintura al temple, en arcos festivos y escenografías teatrales no conservadas por su carácter efímero. Pero su especialización, como la de su suegro, parece haber sido la pintura de flores. Las influencias de quien pudo ser su maestro, sin embargo, se mezclaron en la obra de Bartolomé Pérez con otras influencias, fundamentalmente italianas, lo que ha dado lugar a problemas de atribución con las obras no firmadas. Incluso entre las conservadas en el Museo Nacional del Prado con antigua atribución a Bartolomé Pérez, algunas podrían ser obras de artistas italianos como Mario Nuzzi o Margarita Caffi, bien conocidos en España y a los que su pintura debe mucho.
Entre las obras firmadas, un doble florero en colección privada, fechado en 1665, conserva intacto todavía el estilo del suegro, pronto superado por otro más personal, consecuencia de la atención prestada a los floreros que llegaban de Italia. Habitualmente sustituyó  los cestillos de flores por jarrones de bronce con relieves abultados, a veces decorados con escenas mitológicas, y en las flores, tratadas con soltura, los colores son más brillantes y la iluminación más intensa que la de Arellano. 

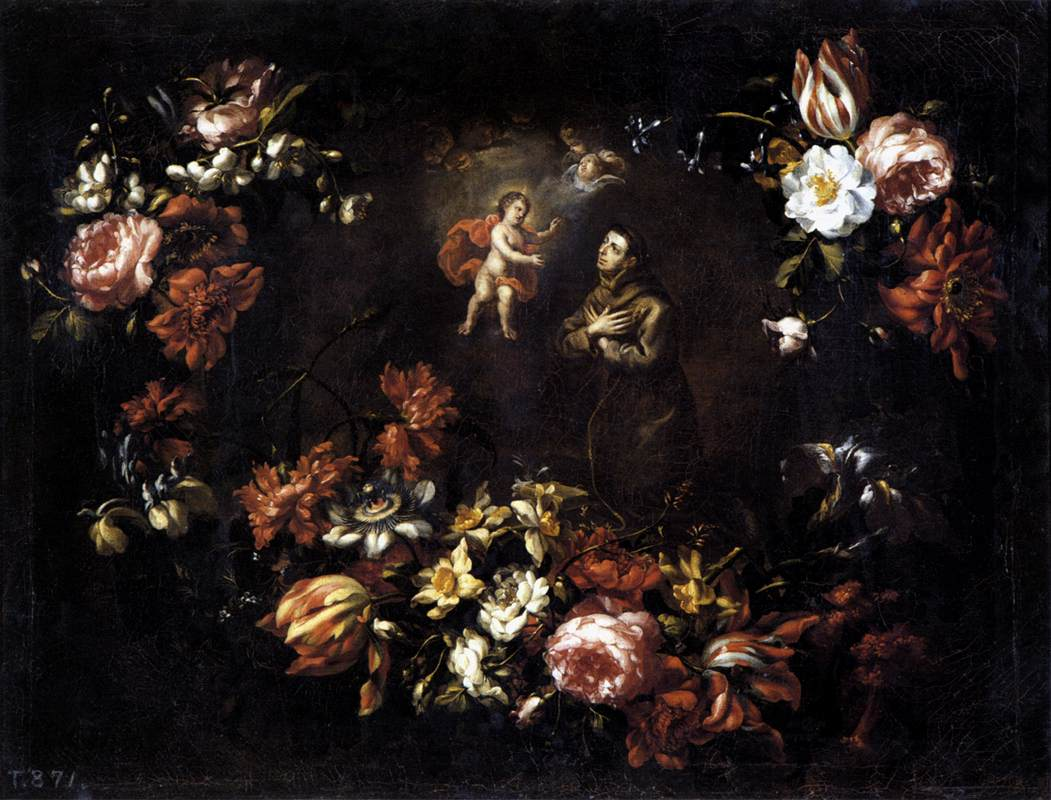
Guirnalda de flores con san Antonio de Padua, óleo sobre lienzo, 65 x 84 cm, Madrid, Museo del Prado. Firmada como pintor del rey.

Buena parte de los floreros conservados en el Museo del Prado proceden del Museo de la Trinidad, formado con fondos de los bienes desamortizados, lo que significa que originalmente debieron de pertenecer a conventos madrileños, donde podrían haber tenido una función no exclusivamente decorativa. A satisfacer la demanda de esa misma clientela parecen destinadas las guirnaldas de flores con motivos religiosos en su interior, género que practicó con cierta asiduidad: Guirnalda con Santa Teresa de Jesús, Guirnalda con San Francisco Javier y Guirnalda de flores con San Antonio, las tres en el Museo del Prado, son una buena muestra de su hacer en este terreno. En las dos primeras, aún respetando la disposición tradicional para estas composiciones de origen flamenco, Pérez se distancia de los bien ordenados modelos nórdicos por la libertad con que se disponen sus flores, distanciamiento que es mayor en la Guirnalda de flores con San Antonio donde, rompiendo con los modelos de Daniel Seghers, prescindirá del marco o cartela que envuelve a las figuras, fusionando la imagen animada con la naturaleza muerta de las flores.